# Salvatore Inzerillo
 (mai 2016).
Si vous disposez d'ouvrages ou d'articles de référence ou si vous connaissez des sites web de qualité traitant du thème abordé ici, merci de compléter l'article en donnant les références utiles à sa vérifiabilité et en les liant à la section « Notes et références ».
Salvatore « Totuccio » Inzerillo, né le 20 août 1944 à Palerme et mort assassiné le 11 mai 1981 dans la même ville est un membre de la mafia sicilienne.

## Biographie
Bras droit de Stefano Bontate, Salvatore Inzerillo est le chef de la Famille de Passo Rigano à Palerme de 1963 à 1981.
Avec Bontate, il projette de se débarrasser de Totò Riina qui l'apprend et ordonne à Pino Greco de tuer Inzerillo en 1981 trois semaines après Bontate avec le même Kalashnikov. Son fils est tué deux mois plus tard pour avoir juré de se venger. À cause de cette guerre mafieuse féroce, le clan des Inzerillo se réfugie aux États-Unis où il a continué ses affaires illégales. Des membres de son clan auraient tenté un retour en Sicile, voulant profiter des déboires des Corléonais. 
Le clan a été touché en 2008 par une opération commune italo-américaine : opération « Old Bridge », 90 mandats d’arrêt ont été émis en Sicile et à New York ; dans cette ville et sa région 54 arrestations dans le clan Gambino dont 3 membres importants : 
- John D'Amico, connu sous le nom de "Jackie The Nose",
- son adjoint Domenico "The Greaseball" Cefalu,
- et le "consigliere" ou conseiller, Joseph "Miserable" Corozzo

Giovanni Inzerillo, fils de Salvatore, est arrêté à Palerme à 36 ans. La petite-fille de Pietro Inzerillo (tué en 1982 et retrouvé dans le coffre d'une voiture dans le New-Jersey), frère de Salvatore et oncle de Giovanni, est mariée avec un certain Frank « Boy » Cali, 43 ans, homme d’honneur du clan new-yorkais Gambino, arrêté lui aussi dans cette opération d'importance.